# Girls' Talk Trip ジョナサンと女子力UPの旅
『GirlsTalkTripジョナサンと女子力UPの旅』（ガールズトークトリップジョナサンとじょしりょくアップのたび）は、群馬テレビ制作で、2016年6月29日から2018年3月29日まで毎週木曜と日曜日の22:00 - 22:30に放送されていたバラエティ番組である。略して、「GTT」「GirlsTalkTrip」。
同じ時間帯にて、後番組『オレ一応モデルなんですけど』が放送スタートした。再放送は、土曜日にされている。

## 概要
毎回テーマを決めて女子力UPの旅へ
旅のコンシェルジュは高崎市出身のタレントジョナサン・シガー
番組で結成した"GTT"メンバーと一緒に各地をめぐる。車内のガールズトーク、立ち寄るグルメスポット、そして目的地へ！みどころ満載の女子旅。
※「GTT」とは…番組名「GirlsTalkTrip」の略称であり、番組出演女性たちで結成したグループ名。
最終回は、GTTメンバー全員集合し過去のVTRを振り返えつつトークを展開し2年半という歴史に幕を閉じた。ジョナサンの冠番組シリーズの一つ。

## 出演者
メインMC
ジョナサン・シガー
- GTTメンバー 毎週3人。
- SP姉さん
- ゆみシャン
- 実優ちゃん
- ゆきりん
- ソルティ
- わに姉
- みづたん
- ちほ先生
- 結花さん
- みぽりん
- ホワイティ
- かーちゃん
- トヤーナ
- カナッペ
- セリナ
- 杉さん
- リサリー
- マダム

## 演出
・「ウンナンの気分は上々。」を思わせるかのような手法で、番組が進められていく。車に乗り込みCDDカメラなど設置してある中で車内トークを行う。真ん中に白いテロップが表示されつっこみや心の中の感情などが表示されている。ジョナサンがパシリになりGTTメンバーがジョナサンを置いてきぼりにするなどいじられ役になったりになっている。
2018年01月11日(木)の放送では
新春！ＧＴＴトークスペシャル前編・後編と2週連続放送された。

## 特番
『群馬テレビMC対抗ガチンコオリジナルすき焼き対決!』を放送。（2017年12月23日）